# Coffre
 (mai 2014).
Si vous disposez d'ouvrages ou d'articles de référence ou si vous connaissez des sites web de qualité traitant du thème abordé ici, merci de compléter l'article en donnant les références utiles à sa vérifiabilité et en les liant à la section « Notes et références ».
Pour les articles homonymes, voir Coffre (homonymie).
Un coffre est un meuble fermé destiné à contenir ou protéger des objets, pouvant le cas échéant permettre leur transport. Généralement plat, le coffre peut également être surmonté d'un couvercle à double pente.

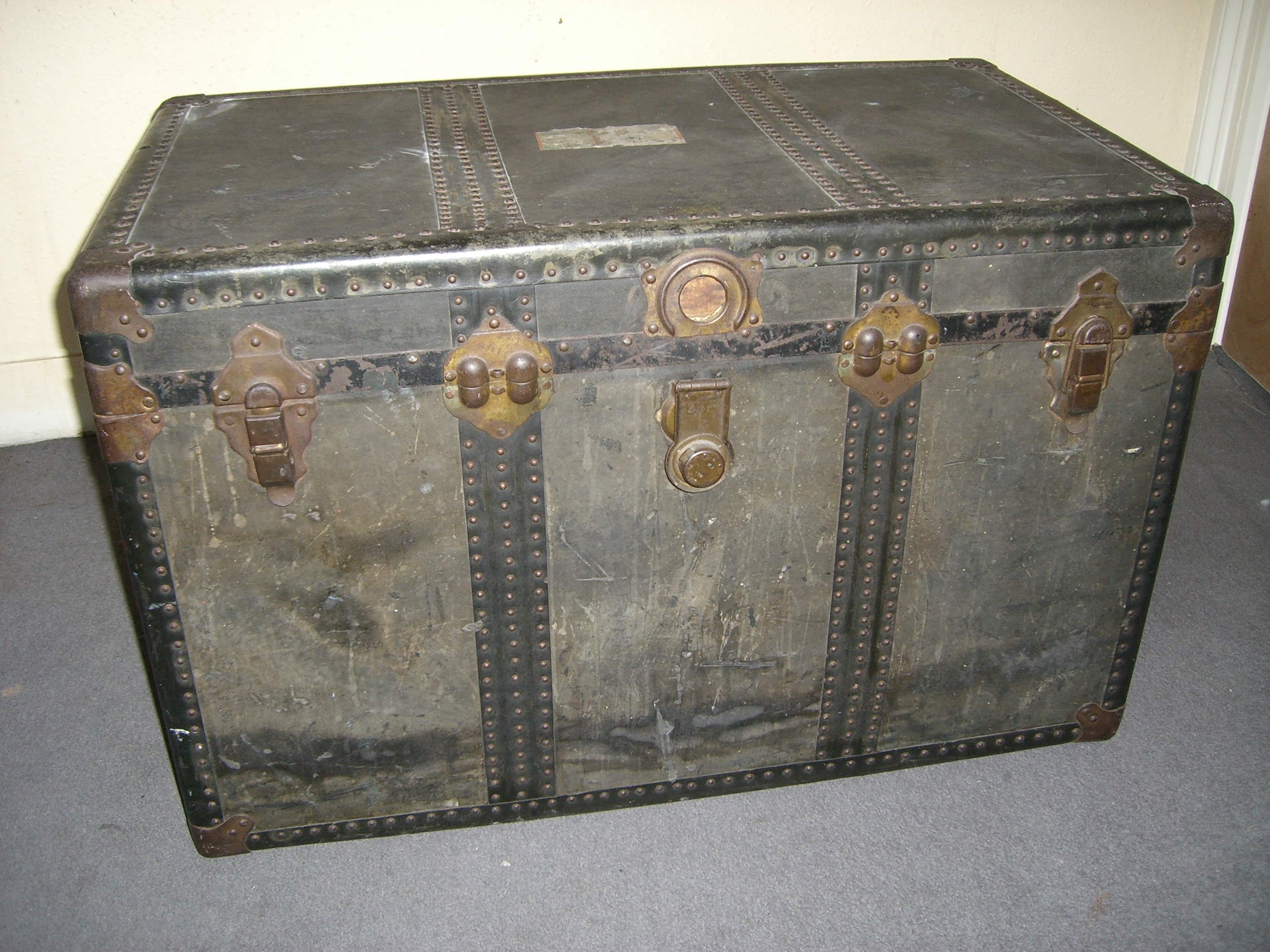
Un coffre orné de fer et laiton.

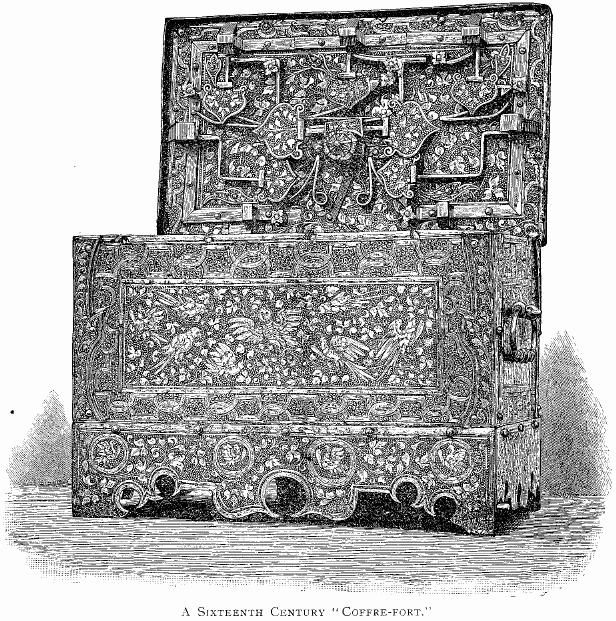
Coffre du XVIe siècle à verrouillage multiple.

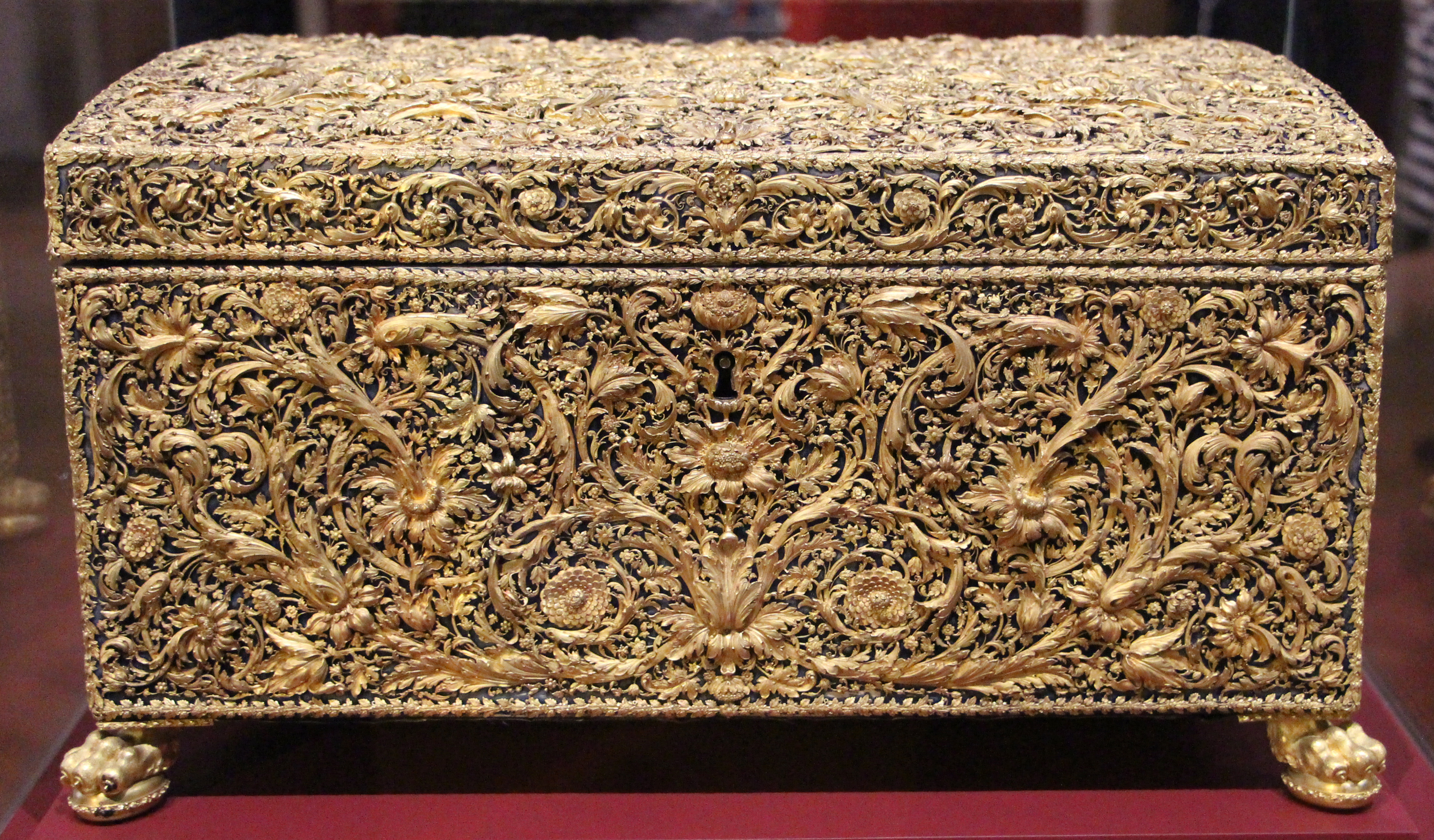
Jacob Blanck, 1676, musée du Louvre.

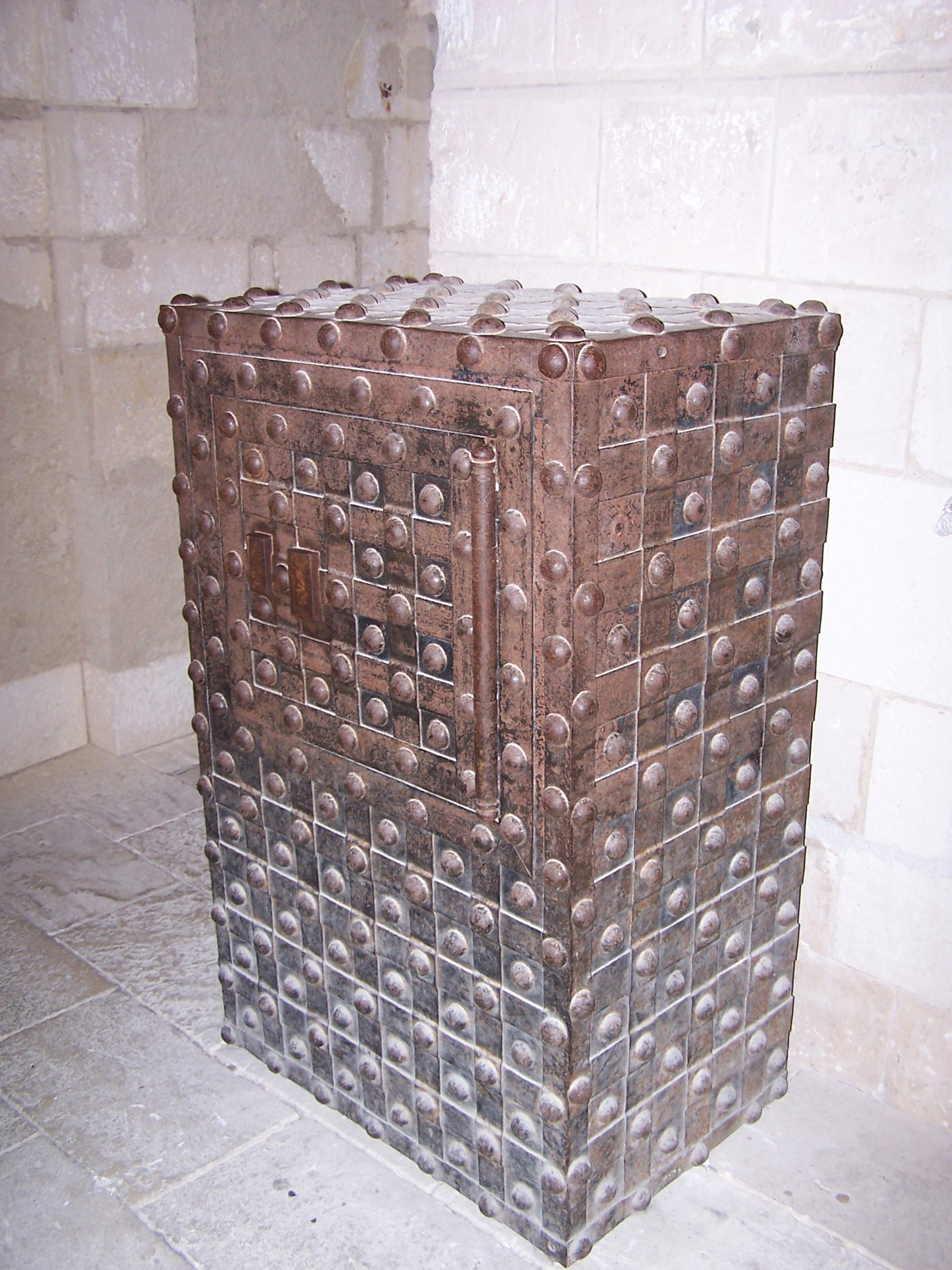
Coffre du XVIIe siècle, ayant appartenu à un capitaine de la tour Saint-Nicolas, du Vieux-Port de La Rochelle.

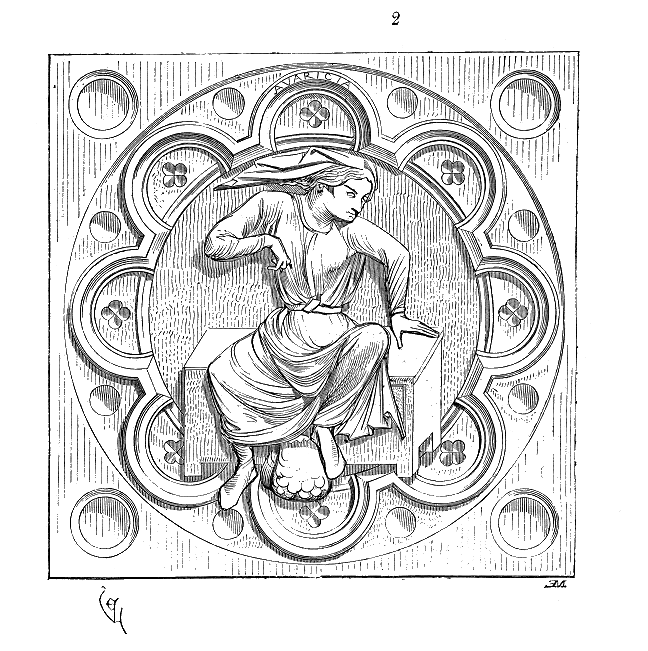
Représentation de l'avarice (panneau de la cathédrale Saint-Étienne de Sens).

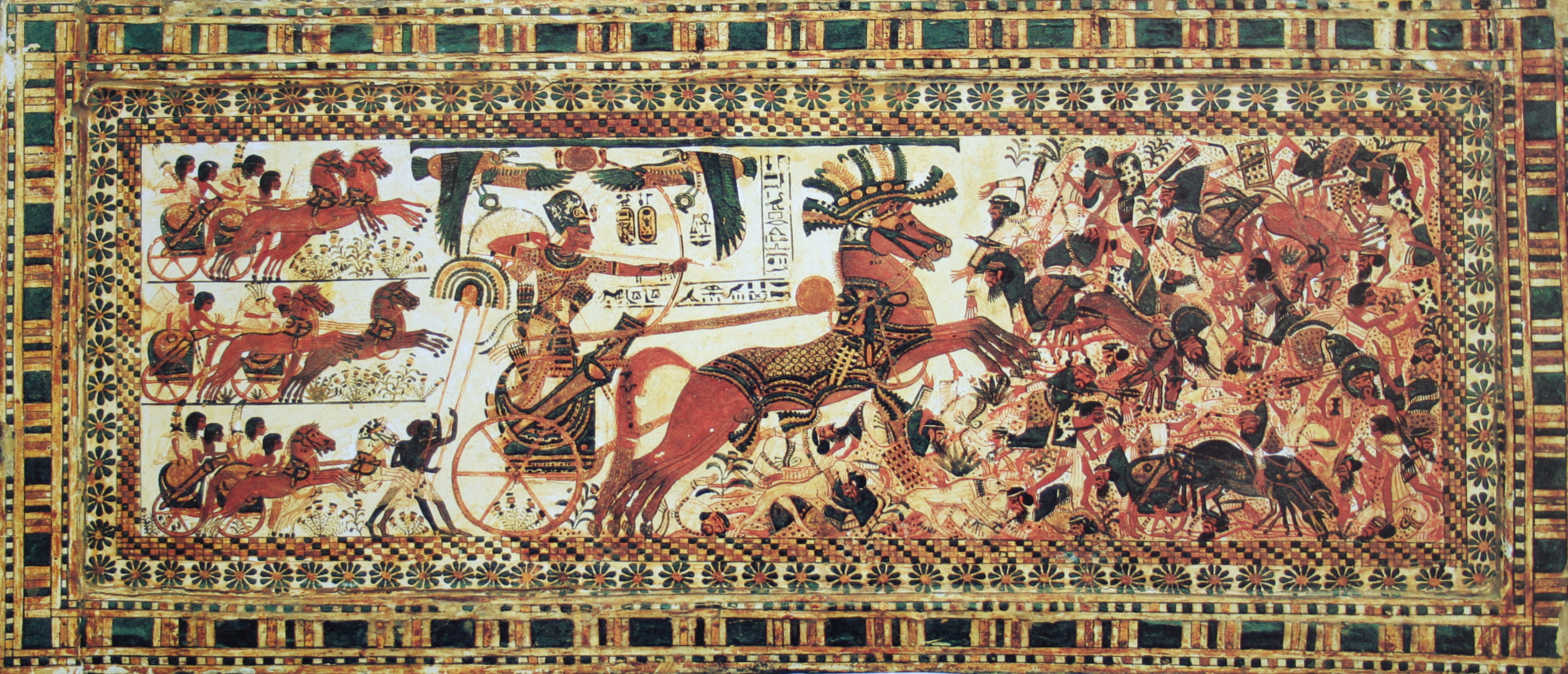
Décor d'un petit coffre égyptien, trouvé dans le tombeau de la vallée des rois, décrivant la bataille de Toutankamon contre des Asiatiques (1358-1350 av. J.-C.).

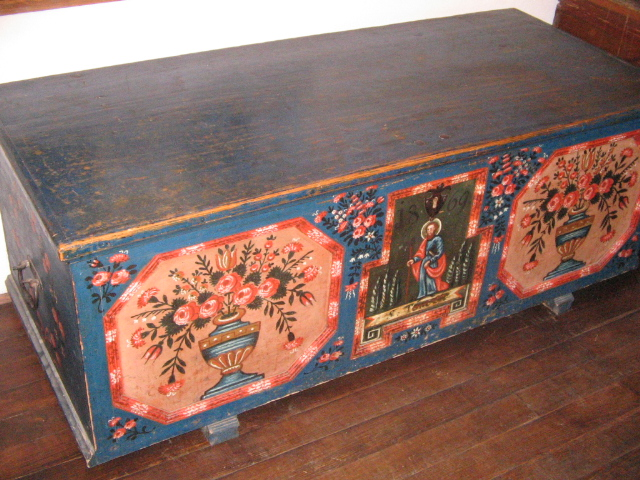
Coffre slovène mêlant motifs floraux et religieux.

## Histoire
Les navires des Phéniciens contenaient des coffres de voyage en bois de cèdre, bien qu'ils aient tous disparu. Les Grecs faisaient leurs coffres avec des rondins de bois évidés. L'essentiel des articles de voyage tout au long de la civilisation romaine et jusqu'à l'époque du haut Moyen Âge, consiste dans de gros bagages (essentiellement des coffres).
Certains coffres du Moyen-Orient, de plus d'un mètre cube de contenance, semblent lourds et solides, mais ils étaient ou sont encore construits en bois très légers pour être facilement transportés à dos de chameau.
Les coffres semblent avoir été plus fréquents dans les civilisations ou peuples de sédentaires. Les nomades utilisant plutôt des vannages, sacs ou filets tissés plus souples et moins encombrants. Les coffres sont plus rares en zone tropicale, peut-être parce qu'ils étaient facilement la proie des termites et d'autres insectes xylophages.
Au contraire, en Europe, jusqu'à la fin de la Renaissance, le coffre (ou arche) fut un meuble essentiel et polyvalent, servant tout à la fois d'armoire (coffre à linge, coffre à vaisselle, coffre à grain…), de banc et de bagage. Existant chez le seigneur comme chez le bourgeois et les petites gens, il pouvait ou non être équipé de pieds et de poignées ou d'une ou plusieurs serrures. Au XVIe siècle, les gens privilégièrent des coffres portatifs plus légers, en remplaçant le bois massif par des assemblages de panneaux. Le terme de malle ou de mallette commença alors à être utilisé pour des petits coffres légers.

En France, le coffre de bois était couramment entoilé et peint ou revêtu de cuir travaillé, ou en cuir analogue aux grosses malles et parfois amorti en dos d'âne, surtout à partir du XVe siècle. Leurs décorations (métal, ivoire, corne, bois précieux) étaient confiées à des ébénistes, également désignés sous le nom de tabletiers. Les artisans, appelés huchiers, faisaient partie de la corporation des charpentiers jusqu'au XVIe siècle. La corporation des coffretiers-malletiers fut créée par lettres patentes de Louis XIV confirmant leurs statuts en novembre 1595.
 
Certains, les cassoni, richement peints par des artistes renommés (comme Apollonio di Giovanni) étaient qualifiés de « coffres de mariage » et servaient à renfermer la dot à la Renaissance florentine.
Le plus souvent sous forme de banc-coffre ou de coffre-bahut dans lequel il était entassé le linge ou la vaisselle, le coffre reste le mobilier majeur dans la plupart des logis jusqu'au milieu du XVIIIe siècle, époque qui le voit progressivement disparaître au profit des armoires, placards et étagères.
En Franche-Comté, jusqu’à la fin du XVIIIe siècle, les fréquentes invasions venues du nord et de l’est de l’Europe en passant par la région obligeaient les habitants à se réfugier dans les forêts et les grottes en emportant avec eux de lourds coffres munis de poignées. C’est la juxtaposition de  deux coffres l’un sur l’autre qui créa le style particulier du « meuble montbéliardais » ; des armoires et buffets munis de poignées latérales.

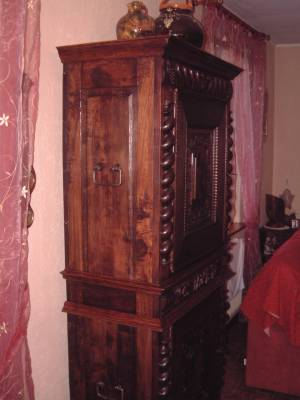
Deux corps du « Montbéliard ».
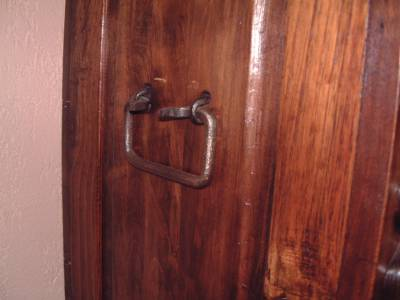
Détail d'une poignée latérale.
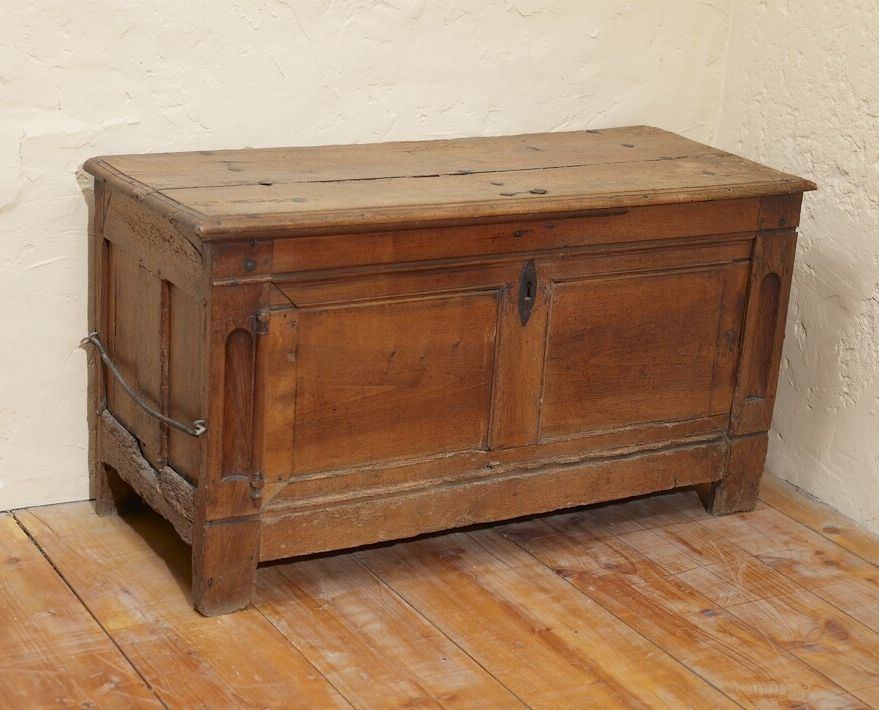
Coffre au plateau bordé d’une moulure et orné de douze clous à tête de losange[5].

Des coffrets, souvent soignés et de bois précieux protégeaient certains objets de valeur et fragiles, dont les boussoles, sextants, outils d'artisans, etc.
En Occident, principalement autour de la Méditerranée (Europe, Proche-Orient et Afrique du Nord), on utilise des coffres mortuaires, nommés cercueil, sarcophage pour enterrer les morts. Ils étaient également utilisés autrefois en Asie, mais, aujourd'hui, les corps subissent plutôt une crémation ou différents autres moyens de dispersion (offrande à la nature), comme ailleurs dans le monde.
Si la fabrication des coffres s'est industrialisée, les traditions des huchiers et malletiers se sont perpétuées à travers l'artisanat et « à l'heure actuelle encore, les bois, les cuirs et les cuivres utilisés pour la fabrication des valises dans certains ateliers sont montés et assemblés à la main selon les méthodes de des artisans-malletiers, vieilles de plusieurs siècles ».

## Matériaux
Les coffres anciens sont généralement construits en bois, en simples planches coulées ou assemblées, en panneaux ou planches assemblées sur une ossature interne de bois dur. Le couvercle pouvant être plat ou arrondi. 
Il peut être composé de différents matériaux : métaux, de bois, de cuir ou autres.

## Décoration
De nombreux coffres ont été peints de motifs traditionnels, animaux, végétaux, motifs décoratifs géométriques, parfois datés et signés, à l'occasion de mariages et comme dot notamment. Le dessous du couvercle, et plus rarement l'intérieur du coffre pouvaient aussi être peints. Les têtes de clous ont souvent servi d'éléments décoratifs.
Certains coffres ont été très richement décorés (peints, sculptés, garnis d'appliques, de moulures, de panneaux sculptés, peints, émaillés ou de matériaux variés, incluant os, ivoire, etc.). Une grande richesse de motifs en frises et entrelacs complexes a aussi été produite.
Au Moyen-Âge, de simples coffres de bois ont été gainés de cuir peint et gaufré, mais ils ont peu résisté au temps.

À partir du XVIIe siècle, la marqueterie s'est développée et est encore utilisée par des artistes ou artisans spécialisés dans le meuble peint ou leur restauration. 
Bien souvent, à une époque donnée, chaque région et parfois chaque village ou famille faisait peindre des motifs ou signes qui leur étaient propres sur les coffres en bois. Quand le coffre n'était pas peint par son propriétaire ou le menuisier l'ayant construit, il pouvait l'être par des artisans spécialisés qui se déplaçaient de village en village, ou chez lesquels il était ammené le coffre. Ces artisans, artistes parfois avaient chacun un répertoire personnel, avec des techniques, recettes et thèmes préférentiels. Certains panneaux sculptés ou peints ont été réutilisés plusieurs fois de génération en génération, réinsérés dans une structure nouvelle.
Certains mobiliers (bretons notamment) ont parfois intégré le coffre dans un meuble plus imposant, pouvant aussi contenir le lit-clos.

## Techniques
Les matériaux locaux, ocre rouge, sang de bœuf dilué (réputé protéger le bois des insectes), jaune ou blanc d'œuf, caséine de lait, huile de lin, brou de noix, noir de fumée ont été les plus utilisés, pour le décor ou les fonds (passé dans ce cas au chiffon ou au pinceau).
Le noir de suie et d'autres pigments minéraux broyés parfois fixés au vinaigre et/ou à la cire d'abeille, ou une huile siccative étaient aussi utilisés.
Il est encore de coutume dans les zones rurales du plateau du haut Doubs (département) d'immerger les planches dans les fosses à purin pendant quelques mois pour traiter le bois avant de le façonner en meuble.

## Dans la culture populaire
Les coffres sont souvent associés à l'argent et aux bijoux, et parfois à l'avarice. Les coffres des banques ou les coffres aux trésors sont à l'origine de nombreuses fictions.
Expressions : 
- Coffrer quelqu'un, c'est le mettre en prison.
- Avoir du coffre, c'est avoir de la voix ou une cage thoracique imposante.
- Il est encore dit coffre des voitures. À l'origine, les diligences et carrosses étaient en effet équipés de coffres de bois.

Un petit coffre est un coffret, caissette ou cassette

## Galerie d'images

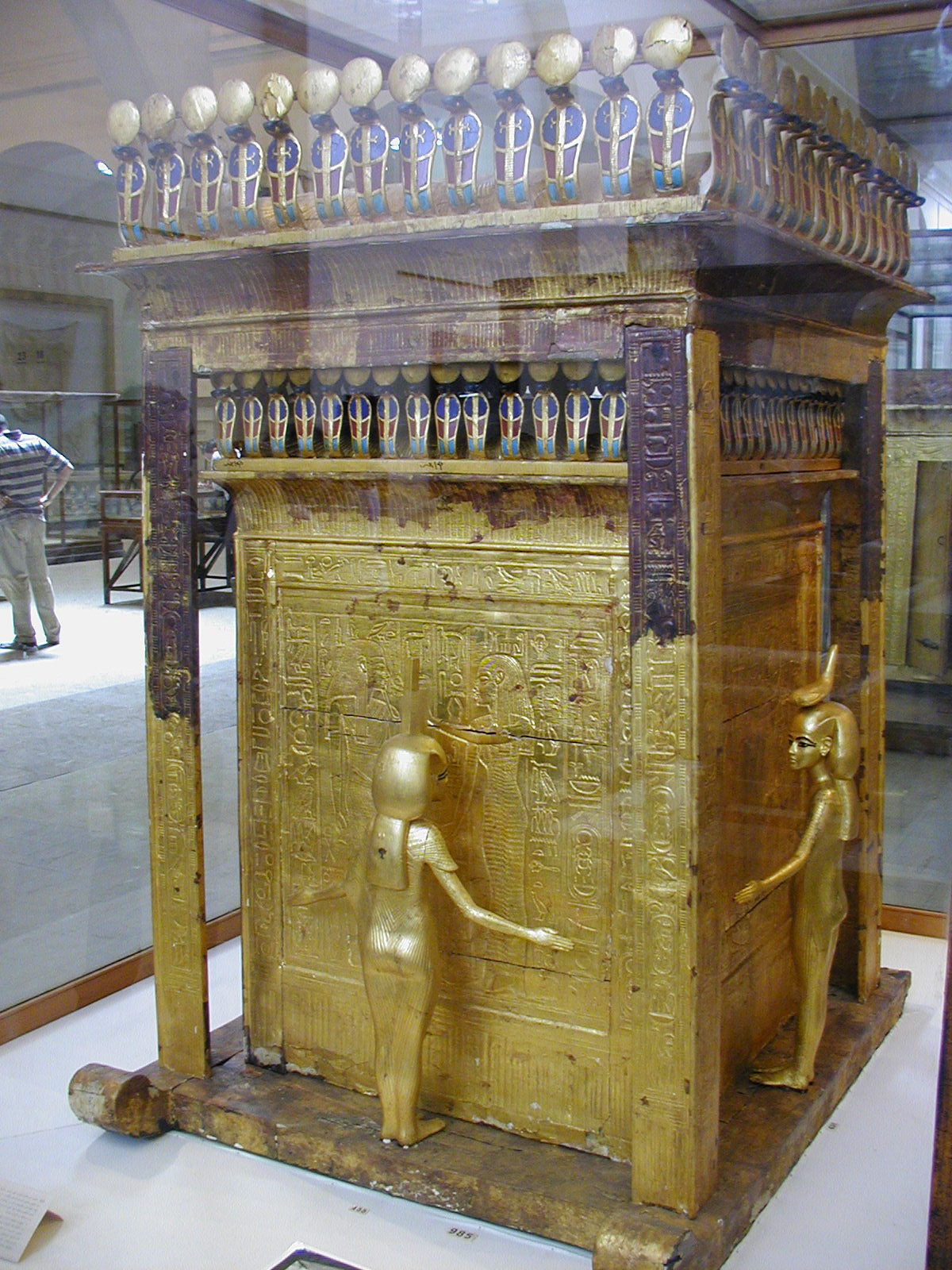
Coffre à vases canopes de Toutânkhamon, musée égyptien du Caire, (Égypte).
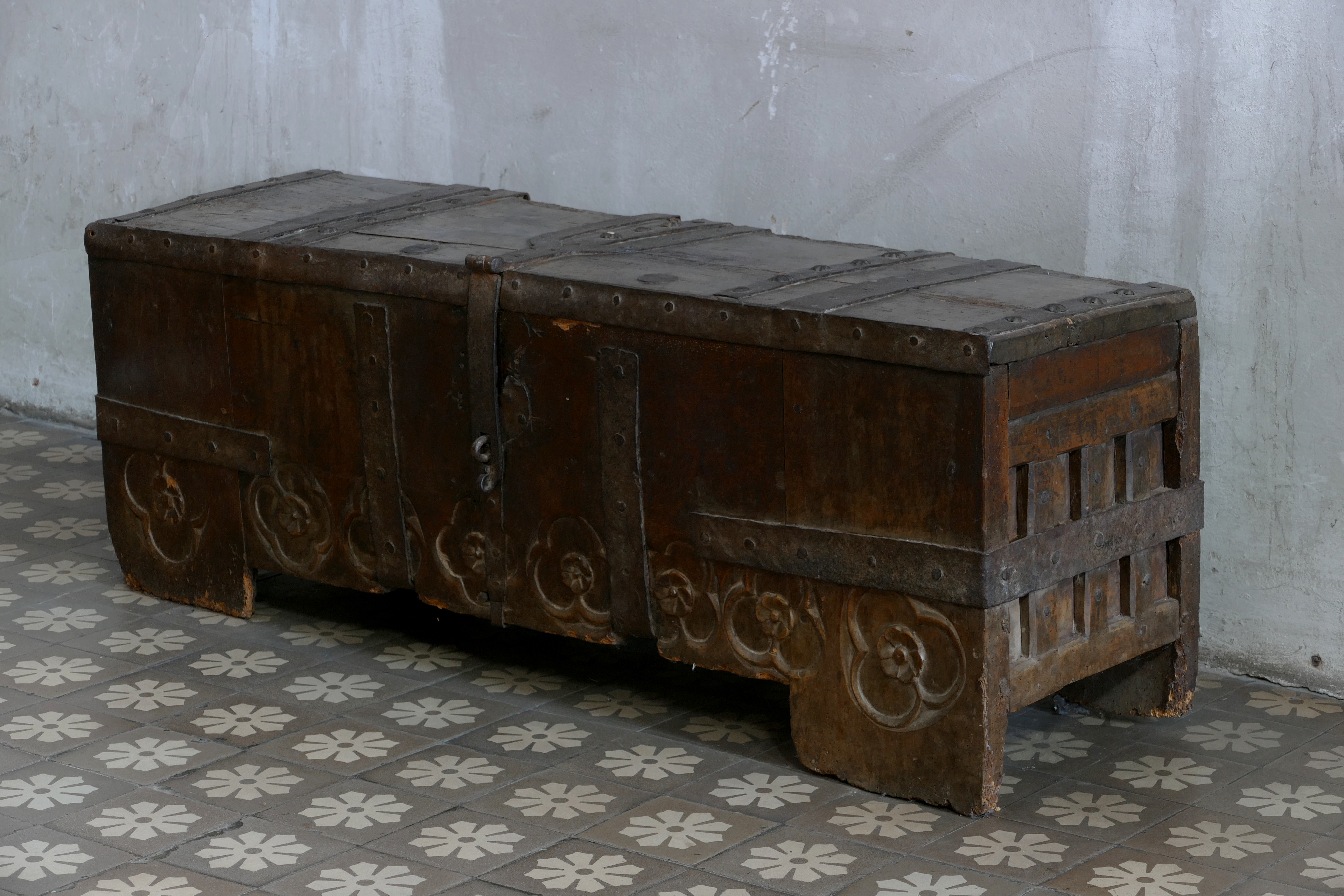
Coffre médiéval à forte serrure, fretté de pentures en fer forgé.
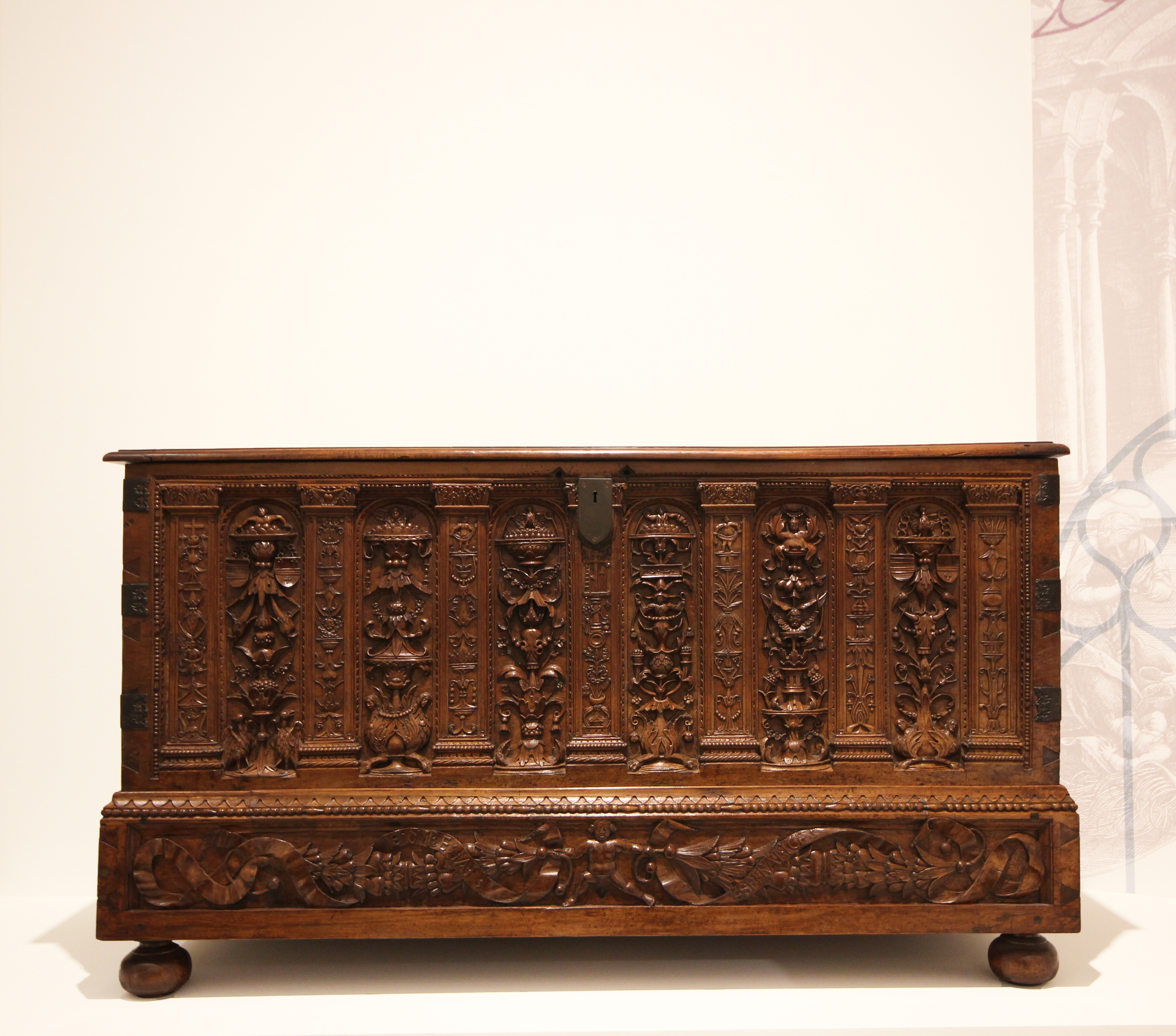
Coffre de mariage de 1512 aux armes des familles Bertholon et Bellièvre.
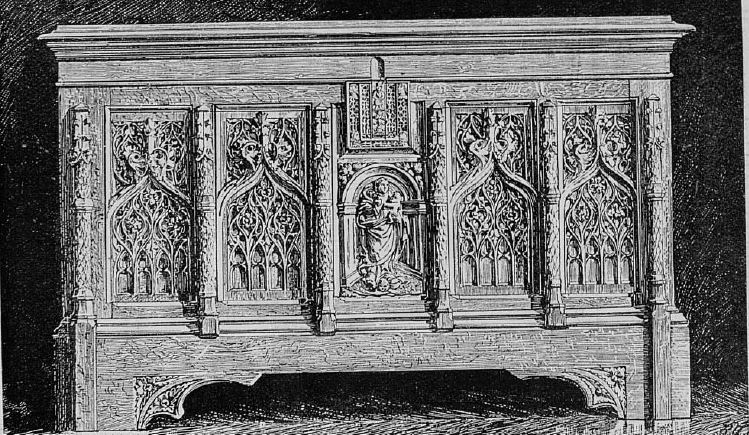
Coffre du XVe siècle, style ogival-gothique, château de Pau,